# Laverda (azienda)
La Laverda S.p.A. (pronuncia: /ˈlaverda/) è stata un'azienda leader da 147 anni nel campo delle mietitrebbie e macchine agricole, fondata da Pietro Laverda (1845-1930) nel 1873 a San Giorgio di Perlena (VI), ma dal 1884 con sede a Breganze.
Nel 1956 la Laverda iniziò la produzione in serie delle mietitrebbie e delle macchine da fienagione semoventi, sempre più sofisticate funzionali e potenti, destinate a conquistare il mercato interno ed estero. Nel 1975 con la costruzione della nuova sede attuale, e con nuove opportunità commerciali, la proprietà di famiglia aprì la partecipazione azionaria alla Fiat, che nel 1982 acquisì l'intero pacchetto inserendo l'azienda nel gruppo Fiatagri.
Da marzo 2010 la proprietà dell'azienda è passata al gruppo AGCO, mentre dal 2007 la proprietà era divisa tra il gruppo Argo Tractors e la stessa AGCO.
Lo stabilimento di Breganze si estende su un'area complessiva di 220 000 metri, 60 000 dei quali coperti, occupa circa 800 dipendenti, il 68% dei quali dedicato alle due linee di produzione: mietitrebbie e piattaforme di taglio.
Attualmente vengono prodotti 17 modelli, suddivisi in 4 Serie: la Serie M 400, la Serie M 300, la Serie M 200 e la Serie Autolivellanti.

## Storia

### Inizio del XX secolo - prima guerra mondiale

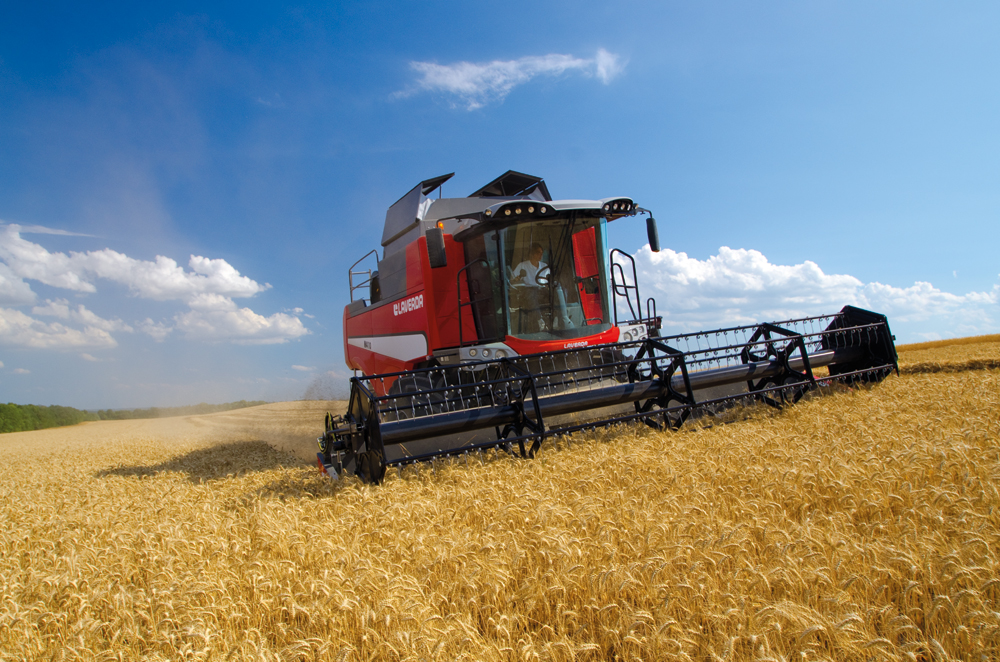
Mietitrebbia Laverda M 410

La produzione tra il 1873 e la Prima guerra mondiale era composta da:
- attrezzature agricole per la prima lavorazione dei prodotti:
  - trebbiatrici manuali, ventilatori per granaglie, sgranatoi per il mais, trinciaforaggi, pressaforaggi manuali
- macchine per la vinificazione: pigiatrici, torchi, pompe per il travaso dei vini
- orologi da campanile, girarrosti, cannoni grandinifughi

### Primo dopoguerra
Al termine del primo conflitto mondiale, chiusa la fase della produzione bellica, l'attività riprende a pieno regime.

Alla morte del fondatore, Pietro Laverda Sr (1845-1930) al timone dell'azienda subentrano i giovani nipoti Pietro jr e Giovanni Battista, a loro si deve la svolta innovativa nella produzione che porta presto la Laverda ad essere una delle maggiori aziende italiane del settore.

Nel 1934 la società presenta la prima falciatrice meccanica a traino animale, la 48 A.
Nel 1938 lancia sul mercato la prima mietilegatrice italiana con larghezza di taglio da m 1,82. Nasce anche una gamma completa di macchine per la fienagione come rastrelli meccanici, voltafieno e ranghinatori.
Grazie alla collaborazione commerciale con la Federazione dei Consorzi Agrari l'azienda è leader nel mercato italiano e impiega oltre 350 operai.

### Dal secondo dopoguerra ad oggi
Nel 1947 viene presentata la prima motofalciatrice polivalente M 4 Gioiello.
Nel 1956 nasce la prima mietitrebbia semovente, la M 60; nel 1971 esce la mietitrebbia autolivellante M 100 AL progettata per i terreni di collina. In questo periodo l'azienda è leader indiscussa del mercato italiano ed è presente in oltre 40 paesi del mondo.
Nel 1966 Laverda acquisisce lo stabilimento aeronautico Caproni di Trento dove si installa una grande e moderna fonderia. Si costituisce, a cura di Francesco Laverda, la consociata Laverda S.p.A. Trento per la costruzione di aerei da turismo, roulotte e altri prodotti per il tempo libero. Le difficoltà cominciarono negli anni Settanta, con scioperi prolungati e minacce di chiusura. Il terremoto del maggio 1976, in Friuli, parve aprire un mercato delle roulotte, ma fu per poco. Tre anni dopo la Laverda di Breganze fu acquistata dalla Fiat e lo stabilimento di Trento passò all’amministratore delegato Paolo Paoli. Presentò alle organizzazioni sindacali un piano di raddoppio delle roulotte (da 1200 a tremila l’anno) e di riduzione del personale: da 310 a 260. Era il 1982. L’anno seguente, con un passivo di dieci miliardi, la nuova Laverda dichiarò fallimento. Fra cassa integrazione e nuovi proprietari, il lavoro riprese a singhiozzo fino al 1987 quando la nuova società, Gs Laverda, chiese il concordato preventivo. L’avventura industriale delle roulotte, in Trentino, era durata meno di un quarto di secolo.
Nel 1982 la Laverda S.p.A. viene rilevata dalla Fiat Trattori ed entra a far parte del gruppo FiatAgri.
Nel 1993 la produzione Laverda supera le 50 000 mietitrebbie prodotte.
Nel 2000 l'azienda viene acquisita da Argo S.p.A., finanziaria della famiglia Morra, già proprietaria di altre aziende di produzione di macchine e attrezzature per l'agricoltura (Landini, McCormick, Valpadana). La nuova proprietà da inizio ad una politica di rilancio del marchio e dei prodotti con nuove linee di mietitrebbie, presse per balle quadre e rotopresse.
Nel 2004 Laverda S.p.A. ha acquistato il marchio e l'azienda tedesca Fella, produttrice di macchine per la fienagione.
A luglio 2007 risale l'accordo di joint venture siglato con la AGCO di Duluth, Georgia, per la quale Laverda produce mietitrebbie per i marchi Fendt, Massey Ferguson e Challenger. Già dal 2004 si presuppone una potenziale crescita nei mercati di Europa, Africa e Medio Oriente.
Nel 2010 sono confermati i piani di sviluppo per Laverda, Centro Europeo d'Eccellenza per la produzione delle mietitrebbie. AGCO acquista le restanti quote societarie e concentra tutta la produzione europea di mietitrebbie nello stabilimento di Breganze, confermando così l'elezione di Laverda come sede strategica per le attività riguardanti le mietitrebbie in Europa. Ciò comporta l'integrazione completa del prodotto nella realtà Laverda.
Il marchio Laverda è stato dismesso nel 2020. La produzione rimane nel sito di Breganze con i marchi Fendt, Massey Ferguson e Challenger.

## Mezzi prodotti
- Falciatrice trainata 48A (1934)
- Mietilegatrice ML6 (1938)
- M60 (1956)
- M75
- M120 (1963)

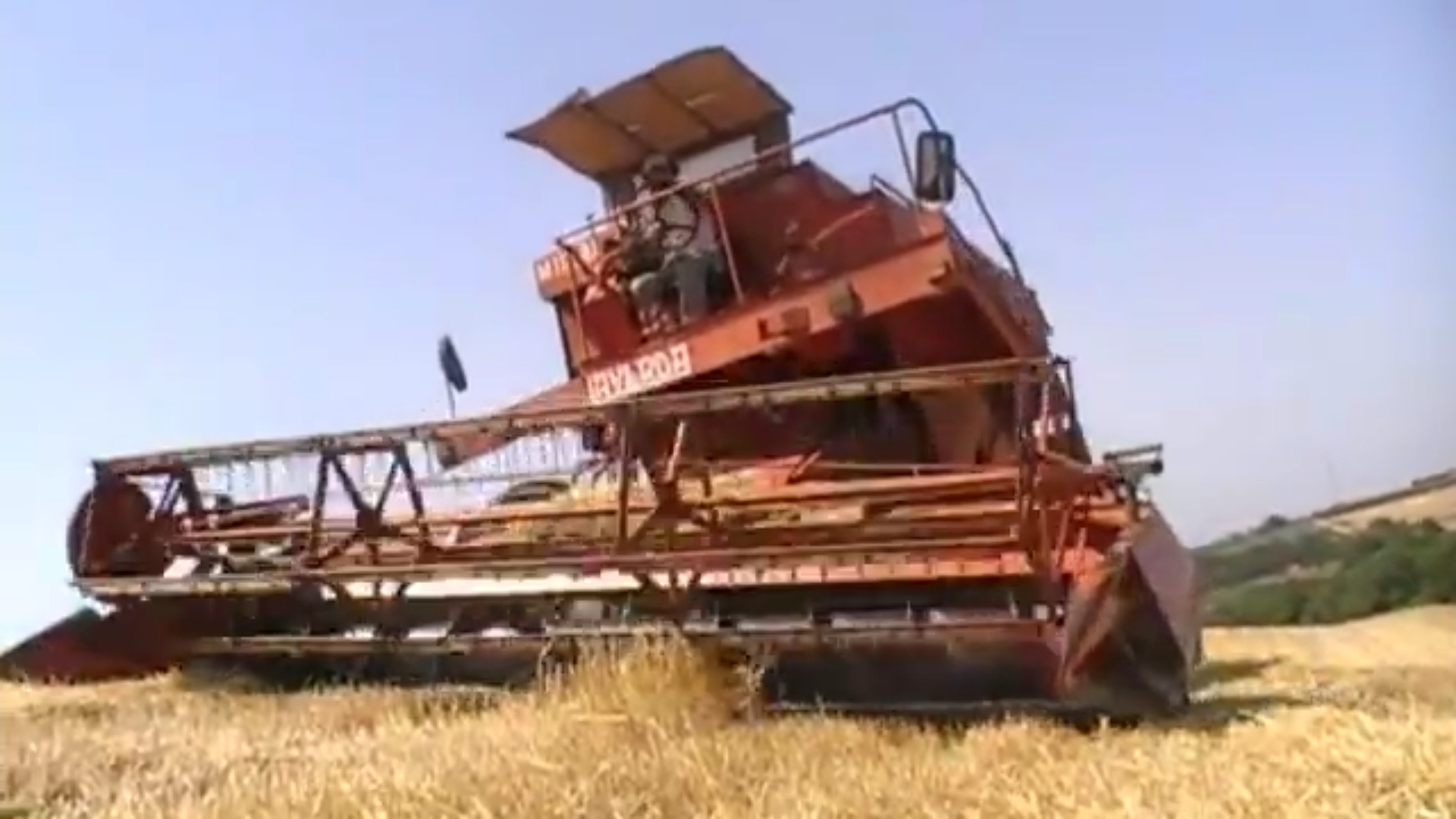
Laverda M112AL

- Autofalciatrice AFC 110 e AFC 150 (1967)
- M100 AL (1970)
- Mietitrebbia M84 (1967)
- Trinciacaricatrice TA150 (1973)
- M92, M112,M132 e M152
- M112 AL
- M182
- Serie 3000

## Mietitrebbie in produzione
- Serie M 400
- Serie M 400 Levelling Concept
- Serie M 300
- Serie M 200
- Serie M 180
- Serie Autolivellanti
- Serie Ideal 10
- Serie Ideal 9
- Serie Ideal 8
- Serie Ideal 7